# Phleum boissieri
Phleum boissieri là một loài thực vật có hoa trong họ Hòa thảo. Loài này được Bornm. miêu tả khoa học đầu tiên năm 1912.